# Agapit de Rodes
Agapit (en llatí Agapetus, en grec antic Ἀγαπητός) fou bisbe de  Rodes el 457.
L'emperador Lleó I li va demanar l'opinió de la diòcesi i la d'ell mateix sobre el concili de Calcedònia i el va defensar contra Timoteu Elure, que era monofisista, en una carta que encara es conserva en la traducció llatina publicada a Conciliorum Nova Collectio a Mansi.